# Rhamphosipyloidea calliope
Rhamphosipyloidea calliope är en insektsart som först beskrevs av Carl Stål 1877.  Rhamphosipyloidea calliope ingår i släktet Rhamphosipyloidea och familjen Diapheromeridae. Inga underarter finns listade i Catalogue of Life.